# MA-6413
La MA-6413 es una carretera perteneciente a la Diputación de Málaga de la provincia de Málaga, España, que comunica la  MA-6415  con la Palenciana, aunque el último tramo hasta Palenciana dentro de la Provincia de Córdoba está administrado por la Diputación de Córdoba bajo el nombre  CO-8221 .